# Şıxlar (Qax)
Şıxlar è un comune dell'Azerbaigian situato nel distretto di Qax. Conta una popolazione di 245 abitanti.